# 東河印製公司舊址
東河印製公司舊址位於四川省廣元市旺蒼縣，文物遺址年代判定為1964-1993年。2012年7月16日公佈為第八批四川省文物保護單位。
東河印製公司總部舊址位於四川省廣元市旺蒼縣東河鎮沿河村3社，沿東河西岸呈南北分佈，占地面積約20000平方米，建築面積約15000平方米，由辦公區，生活區組成，建於1964年。建築均為磚混結構樓房，最高建築為7層。總部下設：501、502、503、505四個縣級分廠和一個中國人民銀行核算中心。該舊址為研究中華人民共和國人民幣印製歷史和三線工業建設提供了重要的實物資料。2010年，東河印製公司舊址被旺蒼縣人民政府公佈為縣級文物保護單位。